# František Knebort
František Knebort (né le 19 janvier 1944 à Prague) est un footballeur international tchécoslovaque. Il participe aux Jeux olympiques d'été de 1964, remportant la médaille d'argent avec la Tchécoslovaquie.

## Biographie

### En club
František Knebort joue principalement en faveur du Dukla Prague, du Slavia Prague et du Bohemians Prague. Il remporte au cours de sa carrière deux titres de champion de Tchécoslovaquie, et deux Coupes de Tchécoslovaquie.
Au sein des compétitions européennes, il joue un match en Coupe des clubs champions, une rencontre en Coupe de l'UEFA, et enfin quatre en Coupe des coupes (deux buts).

### En équipe nationale
František Knebort reçoit deux sélections en équipe de Tchécoslovaquie lors de l'année 1965, inscrivant trois buts.
Il joue son premier match en équipe nationale le 19 septembre 1965, contre la Roumanie. Knebort marque un but lors de cette rencontre. Il inscrit ensuite un doublé contre la Turquie le 9 octobre 1965. Ces deux matchs rentrent dans le cadre des éliminatoires du mondial 1966.
Il participe avec l'équipe olympique aux Jeux olympiques d'été de 1964 organisés à Tokyo. Lors du tournoi olympique, il ne joue qu'un seul match, contre le Brésil.

## Palmarès

### équipe de Tchécoslovaquie
- Jeux olympiques de 1964 :
  -  Médaille d'argent.

### Dukla Prague
- Championnat de Tchécoslovaquie :
  - Champion : 1964 et 1966.
- Couê de Tchécoslovaquie :
  - Vainqueur : 1965 et 1966.
  - Finaliste : 1968.